# Warhammer 40,000: Eternal Crusade
Warhammer 40,000: Eternal Crusade (укр. Warhammer 40000: Довічний хрестовий похід) — відеогра, багатокористувацький онлайн-шутер від третьої особи за всесвітом Warhammer 40,000. Видана 23 вересня 2016 року для Microsoft Windows, Mac і Linux. Релізи для PlayStation 4 і Xbox One анонсовано на кінець 2016.
Події гри розгортаються на планеті Аркона (англ. Arkhona) на галактичній півночі, що на кордоні Імперіуму. Там стикаються п'ять фракцій за володіння планетою і гравцеві належить виступити воїном однієї з них та підтримати обрану сторону конфлікту. Сюжет гри періодично доповнюється оповіданнями письменника-фантаста Грема МакНілла.

## Ігровий процес

### Основи
Починаючи гру, гравець створює свого персонажа, яких може надалі мати декілька. На вибір дається кілька воїнів всесвіту Warhammer 40,000 (Космодесантник, Космодесантник Хаосу, орк чи елдар), для кожного з яких передбачено кілька класів і фракцій. Клас визначає спрямування і можливості бійця, доступні зброю і спорядження. Серед них існують базові класи, доступні всім одразу, та елітарні і героїчні, доступ до яких відкривається з часом. Додатково вигляд персонажів набуває унікальності завдяки численним аксесуарам і можливості змінювати їхні кольорові схеми в рамках стилістики своєї фракції.
Перед кожним боєм дається обрати основну стрілецьку зброю, обладунки, боєприпаси, гранати і додаткові предмети. В деяких режимах також доступна військова техніка. Гра орієнтована на динамічні бої з використанням як стрілецької зброї, так і частково ближнього бою. При цьому можливий дружній вогонь.
За успішні бої гравець винагороджується досвідом для свого персонажа, а також реквізицією і очками вільних торговців. На відміну від багатьох багатокористувацьких відеоігор, досвід не збільшує параметри персонажа. Натомість його накопичення відкриває доступ до нового спорядження і вмінь. За реквізицію купуються нові зброя і спорядження. Гравці також можуть обмінюватися і торгувати ними. Ринок вільних торговців відкриває доступ до особливого озброєння, обладунків і пристроїв, які неможливо добути іншим способом. Там само можна отримати особливі класи воїнів.

### Режими
- Перестрілка (англ. Skirmish) — бій 30-40 гравців у кожній з протиборчих сторін за визначеним сценарієм, наприклад, захист території чи наступ на ворога.
- Лігво (англ. Lair) — бій 5-и воїнів, котрі разом протистоять хвилям тиранідів.
- Гарнізон (англ. Garrison) — тренувальний бій з представниками своєї фракції.
- Змагання (англ. Competition) — періодична боротьба гільдії проти гільдії.

### Раси і фракції
Кожна раса має свою мотивацію до володіння Арконою. Крім того раси поділені на фракції, що володіють додатковими причинами перебувати на планеті. Якщо цілі рас виражаються у завданнях для бійців, для фракцій вони описуються в супутніх оповіданнях.
- Космодесантники: Ультрамарини, Криваві янголи, Темні янголи, Космічні вовки, Імперські кулаки. Відгукнувшись на сигнал лиха, ці вдосконалені імплантами та генетично солдати прибули на планету, щоб знищити на ній всіх ворогів Імперіуму.
- Космодесантники Хаосу: Чорний легіон, Носії Слова, Залізні воїни, Володарі ночі, Альфа-легіон. Зрадники Космодесанту, що служать богам Хаосу, також прибули на сигнал лиха. Вони прагнуть заволодіти Арконою, відновивши колишнє панування над нею.
- Орки: Бугаї, Злі сонця, Погані місяці, Мертві черепи, Криваві сокири. Новий воєначальник орків, побачивши видіння славетної війни, що охопить цілий сектор галактики, спрямував до Аркони орди орків. Їхньою метою є сама війна у поході, званому WAAAGH!
- Елдари: Ультве, Біел-тан, Сейм-ханн, Янден, Альтаназар. На Арконі лишилися скарби елдарів тих часів, коли вони правили галактикою завдовго до появи людей. Вони прагнуть убезпечити спадок своїх предків і завадити молодим расам заволодіти ними.
- Тираніди. Невідомо звідки на Арконі взялися ці істоти, але вони виникли після низки зелетрусів на поверхні планети. Метою тиранідів є пожерти всю органіку планети[13].

## Оцінки і відгуки

### Нагороди
- MMO Games: Вибір редакторів 2015 — Найкраща бета
- MMO Games: Вибір редакторів 2015 — Найочікуваніше[14]
- MMOGames PAX Prime 2014: Найкращий шутер[15]
- MMORPG.com Gamescom 2014 Awards: Найочікуваніше[16]
- E3 2014: Найкраща MMO[17]